# Kameltå

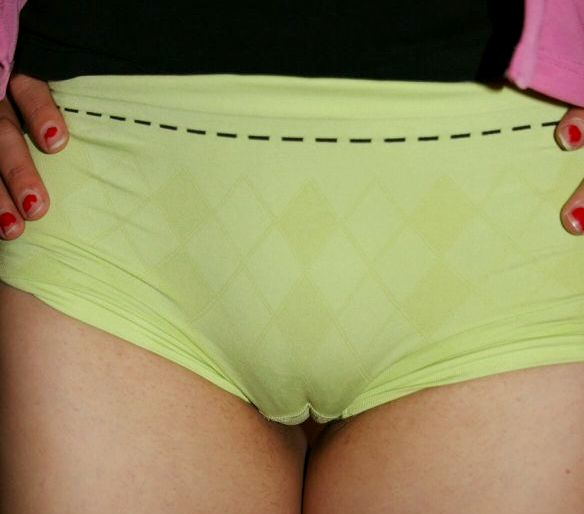
Labia med åtsittande kläder.

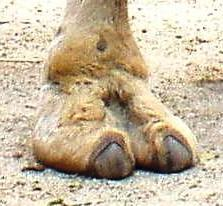
En fot på ett kameldjur.

Kameltå är ett slanguttryck, från engelskans camel toe, som syftar på konturerna av de yttre blygdläpparna som kan synas då en kvinna har åtsittande kläder vid underlivet. Vidare har termen kameltå gett upphov till kontroverser på internet vid flera tillfällen.

## Manlig motsvarighet
En man i trånga kläder kan också visa konturer av sitt kön, något som skämtsamt kallas moose knuckle. En svensk översättning av begreppet saknas men det skulle ungefärligen kunna översättas till älgknogar.